# Leslie Andrew Garay
Leslie Andrew Garay (ur. jako Garay László András, ur. 6 sierpnia 1924, zm. 19 sierpnia 2016) – amerykański botanik, kustosz Herbarium Orchidei na Uniwersytecie Harvarda, gdzie objął stanowisko po Charlesie Schweinfurth w 1958 roku. W 1957 roku otrzymał stypendium Guggenheima.
Standardową skróconą formą autora, używaną do wskazania przy cytowaniu nazw botanicznych, jest Garay.

## Życie i kariera
Garay urodził się na Węgrzech, a po II wojnie światowej wyemigrował najpierw do Kanady, a następnie do Stanów Zjednoczonych. Był taksonomem i kolekcjonerem storczykowatych, szczególnie zainteresowanym gatunkami z Ameryki Środkowej i Południowej oraz Azji Południowo-Wschodniej.
Jego pomysły miały wpływ na taksonomię storczykowatych, a on sam przeprowadził reorganizację kilku rodzajów, w tym Oncidium. Oprócz przeklasyfikowania różnych gatunków do innych rodzajów, zdefiniował również szereg nowych rodzajów, takich jak Chaubardiella w 1969 roku i Amesiella w 1972 roku.

## Wybrane publikacje
- Venezuelan Orchids Illustrated, Galfrid C. K. Dunsterville & Leslie A. Garay, Andre Deutsch, 1959–76, ISBN 0233964118
- Natural & artificial hybrid generic names of orchids, 1887–1965, 1966
- Flora of the Lesser Antilles: Orchidaceae , 1974, Garay, ISBN 99941-1-617-7
- Orchids of the Southern Ryukyu Islands, 1974, Leslie A. Garay & Herman R. Sweet
- Orchidaceae, Cypripedioideae, Orchidoideae, Neottioideae, vol. 9 of Flora of Ecuador
- Orchids Venezuela, Galfrid C. K. Dunsterville & Leslie A. Garay, 1979, Publ.
- Systematics of the genus Stelis SW, 1979
- Index to the orchid herbarium of Oakes Ames in the Botanical Museum of Harvard University, 1989, ISBN 0-89887-080-1

## Dziedzictwo
Następujące taksony zostały nazwane na jego cześć:
Rodzaje
- (Orchidaceae) Garayanthus Szlach.[7]
- (Orchidaceae) Garaya Szlach.[8]
- (Orchidaceae) Lesliea Seidenf.[9]

Gatunki
- (Orchidaceae) Apatostelis garayi Dunst.[10]
- (Orchidaceae) Ascocentrum garayi Christenson[11]
- (Orchidaceae) Brassia garayana M.W.Chase[12]
- (Orchidaceae) Cranichis garayanaDodson & R.Vásquez[13]
- (Orchidaceae) Dendrobium garayanum A.D.Hawkes & A.H.Heller<[14]
- (Orchidaceae) Diaphananthe garayana Szlach. & Olszewski[15]
- (Orchidaceae) Epidendrum garayi Lojtnant[16][17]
- (Orchidaceae) Gongora garayana R.Rice[18][19]
- (Orchidaceae) Habenaria garayana Szlach. & Olszewski[20]
- (Orchidaceae) Lepanthes garayi T.Hashim.[21]
- (Orchidaceae) Maxillaria garayi D.E.Benn. & Christenson[22]
- (Orchidaceae) Otoglossum garayanum Szlach. & Kolan.[23]
- (Orchidaceae) Pabstiella garayi (Pabst) Luer[24]
- (Orchidaceae) Schiedeella garayana R.González[25]
- (Orchidaceae) Schlimia garayana H.R.Sweet[26]
- (Orchidaceae) Stelis garayi (Dunst.) Carnevali & I.Ramírez[27]
- (Orchidaceae) Stigmatosema garayanum Szlach.[28]
- (Orchidaceae) Sutrina garayi Senghas[29]